# Luigia Tincani

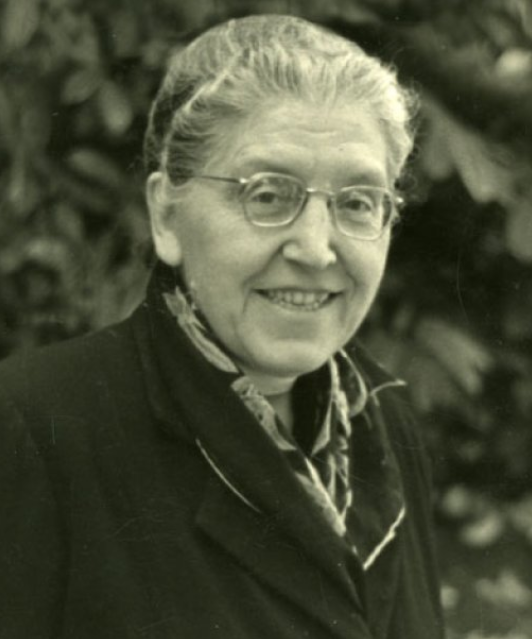
Madre Luigia Tincani.

Luigia Tincani (Chieti, 25 marzo 1889 – Roma, 31 maggio 1976) è stata una religiosa, pedagogista e filosofa italiana, fondatrice della congregazione delle Missionarie della Scuola e della Libera Università Maria Santissima Assunta di Roma. Nel 2011 la Chiesa cattolica l'ha riconosciuta "venerabile".

## Biografia
Nacque nel 1889 a Chieti, città in cui il padre Carlo Tincani, di origini modenesi, ebbe la cattedra di docente di greco e latino e fu provveditore agli studi: a causa degli impegni lavorativi del genitore, Luigia trascorse gli anni della giovinezza in varie città d'Italia (Bologna, Cuneo, Messina).
Dal 1912 si stabilì a Roma, dove nel 1916 conseguì la laurea in pedagogia presso la facoltà di magistero. Nel 1925 si laureò invece in filosofia presso l'Università Cattolica di Milano. Durante gli anni universitari fu attiva nella FUCI e fondò nel 1914 il Circolo Universitario Femminile Cattolico Romano.
Dopo alcuni anni di docenza, radunò un gruppo di insegnanti cattoliche ed il 30 aprile 1917 avviò la fondazione della "Unione Santa Caterina da Siena delle Missionarie della Scuola", congregazione di terziarie domenicane che, rinunciando ad indossare un abito religioso, fossero dedite all'insegnamento presso le scuole pubbliche e ad ogni altra professione di natura educativa in mezzo alla società. Nel 1950 papa Pio XII nominò la Tincani superiora generale a vita del suo istituto, che nel frattempo si era diffuso in Italia e all'estero.
Nel suo intento di qualificare culturalmente il contributo della donna nella società e nella Chiesa, la Tincani collaborò con le organizzazioni delle universitarie e delle laureate cattoliche e, avvertendo l'urgenza della formazione delle religiose insegnanti in Italia, nel 1939 fondò a Roma l'Istituto Universitario Pareggiato di Magistero "Maria Santissima Assunta", che poi si aprì a studentesse e studenti laici e divenne la Libera Università Maria Santissima Assunta (LUMSA). Quest'ultima è stata però abbandonata dalle suore di Luigia Tincani, e quindi non ha più alcun legame con le Missionarie della Scuola.
Morì a Roma nel 1976: il 5 dicembre 1987 la Santa Sede ha dato il via al suo processo di canonizzazione. Il 6 luglio 2000 fu conclusa l'inchiesta diocesana. Il 27 giugno 2011 papa Benedetto XVI ha autorizzato la Congregazione delle Cause dei Santi a promulgare il Decreto riguardante le virtù eroiche della serva di Dio Luigia Tincani. Da questo momento a Luigia Tincani è attribuito il titolo di venerabile, che nella Chiesa Cattolica distingue quanti hanno vissuto il Vangelo in maniera eroica e possono costituire un modello di santità.
È sepolta nella basilica domenicana di S. Maria sopra Minerva.

## Scritti di Luigia Tincani
- Santa Caterina da Siena per la chiesa e per il papa, Roma, Edizioni cateriniane, 1963 (rist. 1977)
- Egli viene, introduzione del p. Enrico di Rovasenda, Roma, Edizioni Cateriniane, 1977
- Preghiera di lode, introduzione di Enrico di Rovasenda, Roma, Edizioni Cateriniane, 1978
- Egli vive, introduzione di Enrico di Rovasenda, Roma, Edizioni Cateriniane, 1978
- Egli si offre, introduzione del p. Enrico di Rovasenda, Roma, Edizioni cateriniane, 1978
- Vivendo secondo la verità nella carità. Dagli scritti della Madre Luigia Tincani, Roma, Missionarie della Scuola, 1979
- Alla scuola di S. Caterina, presentazione di Giuliana Cavallini, Roma, Edizioni Cateriniane, 1980
- Un cammino di pace, Roma, Missionarie della Scuola via Appia Antica, 1980
- Pensieri, Palermo, De Magistris, 1989
- Un cammino di amore, Roma, Le missionarie della scuola, 1992
- La scuola come vocazione, Roma, Studium, 1998
- Frammenti di quotidianità. Spiritualità domenicana per il nostro tempo, a cura di Elena Malaspina, Milano, Àncora, 1998
- Profili, Roma, Unione S. Caterina da Siena, Missionarie della scuola, 2003
- Lettere di fondazione, Roma, Studium, 2007
- Lettere di formazione, a cura di Cesarina Broggi, Roma, Edizioni Studium, 2009
- Lettere della missione, a cura di Cesarina Broggi, Roma, Studium, 2012